# Tobal No. 1
Tobal No. 1 (яп. トバル ナンバーワン тобару намба: ван) — компьютерная игра в жанре файтинг, разработанная студией DreamFactory для приставки PlayStation и выпущенная в 1996 году компанией Square. Изначально изданная на территории Японии, несколько месяцев спустя при участии компании Sony Computer Entertainment появилась в остальных регионах. Это первая игра DreamFactory и первая игра Square, выпущенная на CD-носителе. Разработкой занимался создатель Tekken геймдизайнер Сэйити Исии,  а дизайн персонажей выполнил известный мангака Акира Торияма. Через год был выпущен сиквел Tobal 2, но исключительно на территории Японии.

## Геймплей
Файтинг предлагает игроку выбрать один из нескольких различных режимов: чемпионат, два игрока друг против друга, практика и уникальный квестовый режим. Управление позволяет перемещать персонажа в любых направлениях, но только в пределах боевой зоны. Персонаж способен бегать, прыгать и наносить удары в трёх плоскостях: вниз, посередине и наверх. Присутствуют системы захватов и блокировки, позволяющие бросать противника и проводить контратаки после поглощения ударов. В квестовом режиме герой перемещается по уровням, преодолевает расставленные препятствия и ловушки, сражается со множественными врагами, в том числе и с основными персонажами. На уровнях встречаются предметы, иногда выпадающие из врагов, — они служат для восстановления здоровья и, кроме того, могут быть использованы как оружие. Победы над определёнными персонажами открывают этих персонажей в других режимах.

## Сюжет
События игры разворачиваются в 2027 году на вымышленной планете под названием Тобал, которая известна своими залежами ценной руды, использующейся повсеместно как энергетическое сырьё. Сюжет описывает 98-й чемпионат за право обладания месторождением — в соревновании принимают участие как люди, так и пришельцы. Предыстории персонажей, их мотивация в самой игре не объясняются и представлены только в вышедшем отдельно руководстве, концовка одинакова для всех героев.

## Региональные отличия
Североамериканская и японская версии игры содержали демо Final Fantasy VII, а также видеопревью Final Fantasy Tactics, Bushido Blade и SaGa Frontier.

## Саундтрек
В написании музыки для саундтрека принимали участие многие композиторы Squaresoft, диск вышел в том же году и содержал на себе 21 звуковую дорожку. Саундтрек отсутствием техно и рока нехарактерен для файтингов, среди композиций присутствуют такие жанры как хип-хоп, грув, эмбиент, джаз и латино, а также большое количество смешений инструментальной и электронной музыки.

## Отзывы и продажи
| Сводный рейтинг    | Сводный рейтинг                                                          |
| Агрегатор          | Оценка                                                                   |
| ------------------ | ------------------------------------------------------------------------ |
| GameRankings       | 83 % (based on 7 reviews)                                                |
| Иноязычные издания |                                                                          |
| Издание            | Оценка                                                                   |
| EGM                | 8,375/10                                                                 |
| Game Informer      | 9 of 10                                                                  |
| GameRevolution     | B+                                                                       |
| GameSpot           | 7,4/10                                                                   |
| IGN                | 8,7/10                                                                   |
| Next Generation    | 4 из 5 звёзд · 4 из 5 звёзд · 4 из 5 звёзд · 4 из 5 звёзд · 4 из 5 звёзд |

Продажи в Японии составили 650 тысяч копий, хотя столь высокий коммерческий успех часто связывают с наличием внутри демоверсии Final Fantasy VII, которую с нетерпением ждали многие поклонники японских ролевых игр. Портал IGN положительно отметил качественную графику и свободное управление, в 2004 году они назвали её в числе двенадцати игр, заслуживающих продолжения на приставке PlayStation 2. GameSpot подметил большое разнообразие боевых стилей, но раскритиковал при этом квестовый режим, несоответствующий по уровню проработанности обычным поединкам. Сайт Game Revolution, наоборот, похвалил квестовый режим, назвав его инновационным, однако отрицательно охарактеризовал запутанную систему блоков. В 2007 году игра с некоторыми изменениями была адаптирована для мобильных телефонов, ремейк получил название Tobal M.